# Susville
Ne doit pas être confondu avec Sousville.
Susville est une commune française située dans le sud de l'Isère en région Auvergne-Rhône-Alpes.
Rattachée à la communauté de communes de la Matheysine, ses habitants sont appelés les Susvillois.

## Géographie

### Situation et description
Susville est une commune située à 1,5 km au nord de La Mure et à 35 km au sud de Grenoble, dans la région naturelle de la Matheysine, une des parties les plus méridionales du département de l'Isère. Cette microrégion marque le début de la transition climatique entre Alpes du Nord et Alpes du Sud.

### Géologie
Comme tout le plateau matheysin, Susville a fait l'objet d'une exploitation minière du charbon dans la deuxième moitié du XXe siècle. De ce fait, le terroir est à risque d'effondrements karstiques.

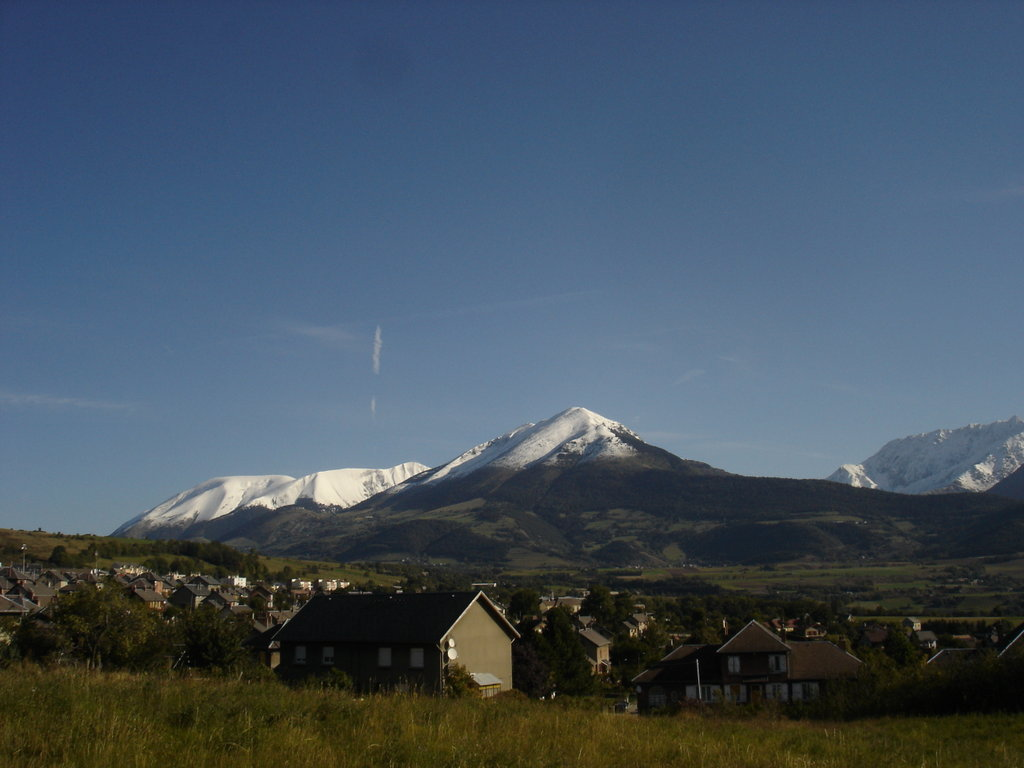
Vue générale en 2007.

La discordance des Chuzins, ou ravin des Chuzins, se trouve au lieu-dit homonyme. Elle est incluse dans l'inventaire des sites remarquables du Rhône Alpes. Cette discordance Permo-Triasique (hercynienne) est entaillée dans les schistes du Houiller.

### Climat
Pour des articles plus généraux, voir Climat d'Auvergne-Rhône-Alpes et Climat de l'Isère.
En 2010, le climat de la commune est de type climat de montagne, selon une étude du Centre national de la recherche scientifique s'appuyant sur une série de données couvrant la période 1971-2000. En 2020, Météo-France publie une typologie des climats de la France métropolitaine dans laquelle la commune est exposée à un climat de montagne ou de marges de montagne et est dans la région climatique  Alpes du sud, caractérisée par une pluviométrie annuelle de 850 à 1 000 mm, minimale en été. 
Pour la période 1971-2000, la température annuelle moyenne est de 8,9 °C, avec une amplitude thermique annuelle de 17,1 °C. Le cumul annuel moyen de précipitations est de 1 041 mm, avec 9,2 jours de précipitations en janvier et 6,3 jours en juillet. Pour la période 1991-2020, la température moyenne annuelle observée sur la station météorologique de Météo-France la plus proche, « La Mure-radome », sur la commune de La Mure à 2 km à vol d'oiseau, est de 8,5 °C et le cumul annuel moyen de précipitations est de 948,6 mm,. Pour l'avenir, les paramètres climatiques de la commune estimés pour 2050 selon différents scénarios d'émission de gaz à effet de serre sont consultables sur un site dédié publié par Météo-France en novembre 2022.

### Hydrographie
Susville est traversée par la Jonche, ruisseau fortement canalisé, qui va se jeter dans le Drac à Cognet et qui prend naissance dans le versant ouest du Tabor.

### Voies de communication
La route nationale 85 (RN 85) qui relie Gap à Grenoble, connue également sous l'appellation de Route Napoléon longe les limites orientales de la commune

### Lieux-dits et écarts
- Le Peychagnard

## Urbanisme

### Typologie
Au 1er janvier 2024, Susville est catégorisée petite ville, selon la nouvelle grille communale de densité à sept niveaux définie par l'Insee en 2022.
Elle appartient à l'unité urbaine de La Mure, une agglomération intra-départementale regroupant trois  communes, dont elle est une commune de la banlieue,,. Par ailleurs la commune fait partie de l'aire d'attraction de Grenoble, dont elle est une commune de la couronne,. Cette aire, qui regroupe 204 communes, est catégorisée dans les aires de 700 000 habitants ou plus (hors Paris),.

### Occupation des sols
L'occupation des sols de la commune, telle qu'elle ressort de la base de données européenne d’occupation biophysique des sols Corine Land Cover (CLC), est marquée par l'importance des forêts et milieux semi-naturels (66,7 % en 2018), en augmentation par rapport à 1990 (62,7 %). La répartition détaillée en 2018 est la suivante : 
forêts (49,2 %), milieux à végétation arbustive et/ou herbacée (17,5 %), zones agricoles hétérogènes (16,8 %), prairies (7,7 %), zones industrielles ou commerciales et réseaux de communication (6 %), zones urbanisées (2,9 %). L'évolution de l’occupation des sols de la commune et de ses infrastructures peut être observée sur les différentes représentations cartographiques du territoire : la carte de Cassini (XVIIIe siècle), la carte d'état-major (1820-1866) et les cartes ou photos aériennes de l'IGN pour la période actuelle (1950 à aujourd'hui).

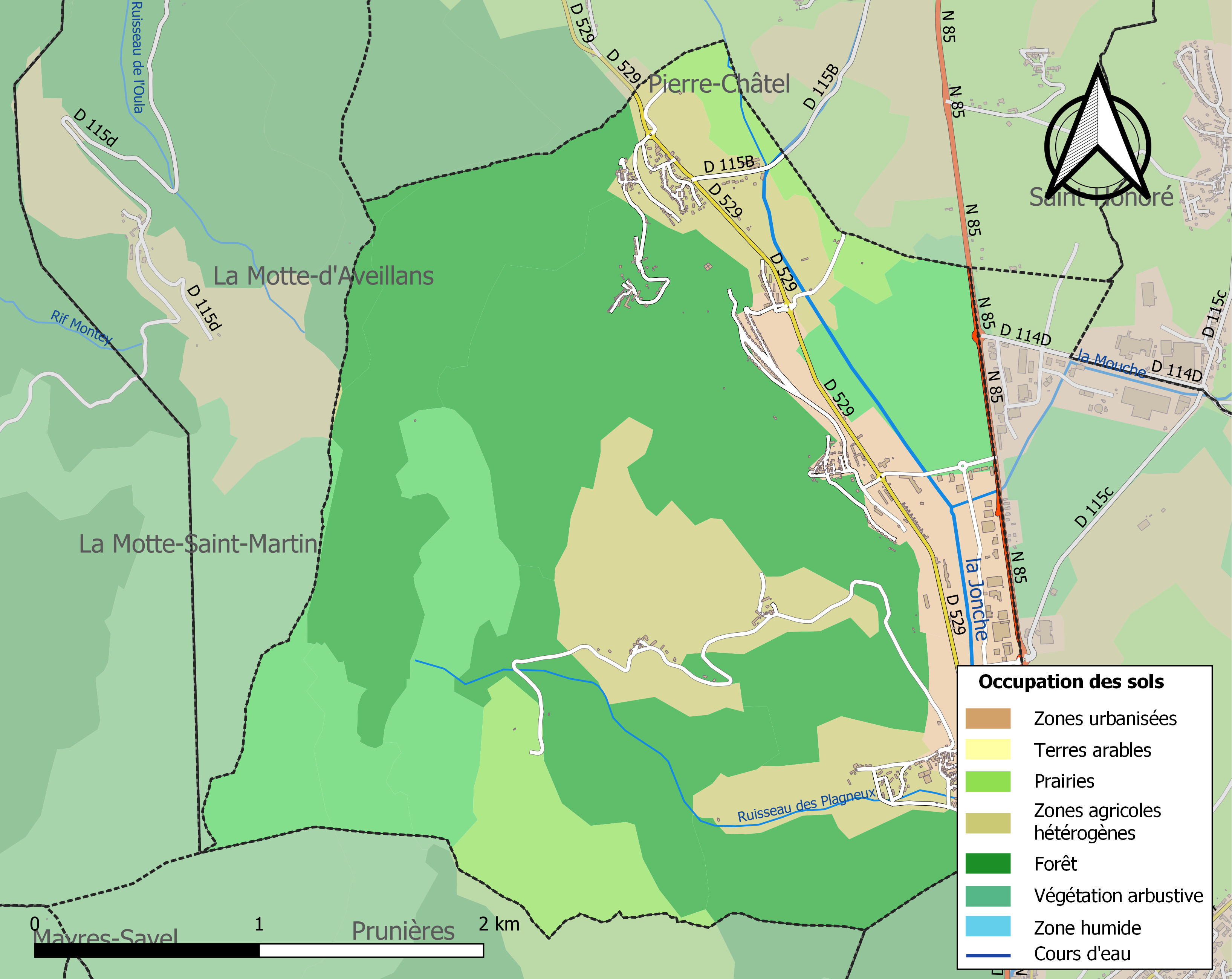
Carte des infrastructures et de l'occupation des sols de la commune en 2018 (CLC).

### Risques naturels et technologiques

#### Risques sismiques
L'ensemble du territoire de la commune de Susville est situé en zone de sismicité n° 3, comme la plupart des communes de son secteur géographique. Ce territoire se situe cependant au sud de la limite d'une zone sismique classifiée de « moyenne ».
| Type de zone | Niveau            | Définitions (bâtiment à risque normal) |
| ------------ | ----------------- | -------------------------------------- |
| Zone 3       | Sismicité modérée | accélération = 1,1 m/s2                |

## Toponymie
Susville est situé au pied d'une montagne (Mons super villam au XIVe siècle) , alors que le village de Sousville est situé de l'autre côté de la même montagne (subtus villam Mure).

## Histoire
Au Moyen Âge, Susville est le siège d'une seigneurie. L'enquête de 1339, signale au lieu-dit la Roche Paviotte la présence d'une maison forte : « Domus fortis de rupe paviota - Redditus dicte domus sequitur… - Propriatates dicte domus sunt hee… » (ADI B 3120, f° 185 v°) et « Castrum ruppis paviote » décrite comme : « Dictum autem castrum situatum est in loco satis eminentie » (ADI B 4443, f° 2). Elle possédait une tour carrée et deux salles superposées, le tout clos dans un mur d’enceinte.
C'est une ville minière. Géologiquement, la commune est caractérisée par un terrain houiller. Cette couche de grès à anthracite, ayant un épaisseur de 8–10 m, a été exploitée de façon industrielle au lieu-dit Peychagnard, tandis que les calcaires compacts ont été exploités pour produire pierres de taille et marbre gris.

## Politique et administration

### Liste des maires
| Période        | Période       | Identité         | Étiquette | Qualité                                             |
| -------------- | ------------- | ---------------- | --------- | --------------------------------------------------- |
| mars 1965      | décembre 1985 | Georges Maugiron | PCF       | Conseiller général du canton de La Mure (1979-1985) |
| décembre 1985  | juin 1998     | Jean Lozier      | PCF       | Mineur                                              |
| septembre 1998 | 2014          | Philippe Brun    | PS        |                                                     |
| 2014           | En cours      | Emile Buch       | DVG       | Retraité                                            |

## Population et société

### Démographie
L'évolution du nombre d'habitants est connue à travers les recensements de la population effectués dans la commune depuis 1793. Pour les communes de moins de 10 000 habitants, une enquête de recensement portant sur toute la population est réalisée tous les cinq ans, les populations de référence des années intermédiaires étant quant à elles estimées par interpolation ou extrapolation. Pour la commune, le premier recensement exhaustif entrant dans le cadre du nouveau dispositif a été réalisé en 2005.

En 2022, la commune comptait 1 148 habitants, en évolution de −11,15 % par rapport à 2016 (Isère : +3,07 %, France hors Mayotte : +2,11 %).
| 1793 | 1800 | 1806 | 1821 | 1831 | 1836 | 1841 | 1846 | 1851 |
| ---- | ---- | ---- | ---- | ---- | ---- | ---- | ---- | ---- |
| 374  | 377  | 336  | 340  | 422  | 455  | 442  | 480  | 483  |

| 1856 | 1861 | 1866 | 1872 | 1876 | 1881 | 1886 | 1891 | 1896 |
| ---- | ---- | ---- | ---- | ---- | ---- | ---- | ---- | ---- |
| 473  | 531  | 600  | 570  | 556  | 535  | 578  | 576  | 671  |

| 1901 | 1906 | 1911 | 1921 | 1926  | 1931  | 1936  | 1946  | 1954  |
| ---- | ---- | ---- | ---- | ----- | ----- | ----- | ----- | ----- |
| 665  | 734  | 860  | 987  | 1 115 | 1 406 | 1 256 | 1 446 | 2 350 |

| 1962  | 1968  | 1975  | 1982  | 1990  | 1999  | 2005  | 2006  | 2010  |
| ----- | ----- | ----- | ----- | ----- | ----- | ----- | ----- | ----- |
| 1 863 | 1 611 | 1 299 | 1 540 | 1 430 | 1 472 | 1 437 | 1 443 | 1 402 |

| 2015  | 2020  | 2022  | - | - | - | - | - | - |
| ----- | ----- | ----- | - | - | - | - | - | - |
| 1 314 | 1 173 | 1 148 | - | - | - | - | - | - |

### Enseignement
La commune est rattachée à l'académie de Grenoble.

### Manifestations culturelles et festivités
- Circus Rock Festival
- marché de susville (parking de casino)

### Médias
Historiquement, le quotidien régional Le Dauphiné libéré consacre, chaque jour, y compris le dimanche, dans son édition de Romanche et Oisans, un ou plusieurs articles à l'actualité de la commune, de son canton, ainsi que des informations sur les éventuelles manifestations locales.
La commune est située sur l'aire de diffusion de radio Ici Isère, une radio publique qui émet sur tout le territoire du département de l'Isère.

### Cultes
La communauté catholique et l'église paroissiale Susville dépendent de la paroisse Saint Pierre Julien Eymard qui rassemble un grand nombre de villages autour de la cité de La Mure. Cette paroisse est rattachée au diocèse de Grenoble-Vienne.

## Économie
Dans la deuxième moitié du XXe siècle, une importante exploitation minière d'anthracite se développe au site minier de Villaret.
À partir du 2004, un débat public a eu lieu pour ou contre le projet d'un parc éolien au col du Sénépy, au lieu-dit Pierre Plantée.

## Culture locale et patrimoine

### Lieux et monuments

#### Patrimoine religieux
- La chapelle de Notre Dame des Neiges.
- La chapelle Saint-Jean-Baptiste-et-Sainte-Catherine de Versenat.

#### Patrimoine civil

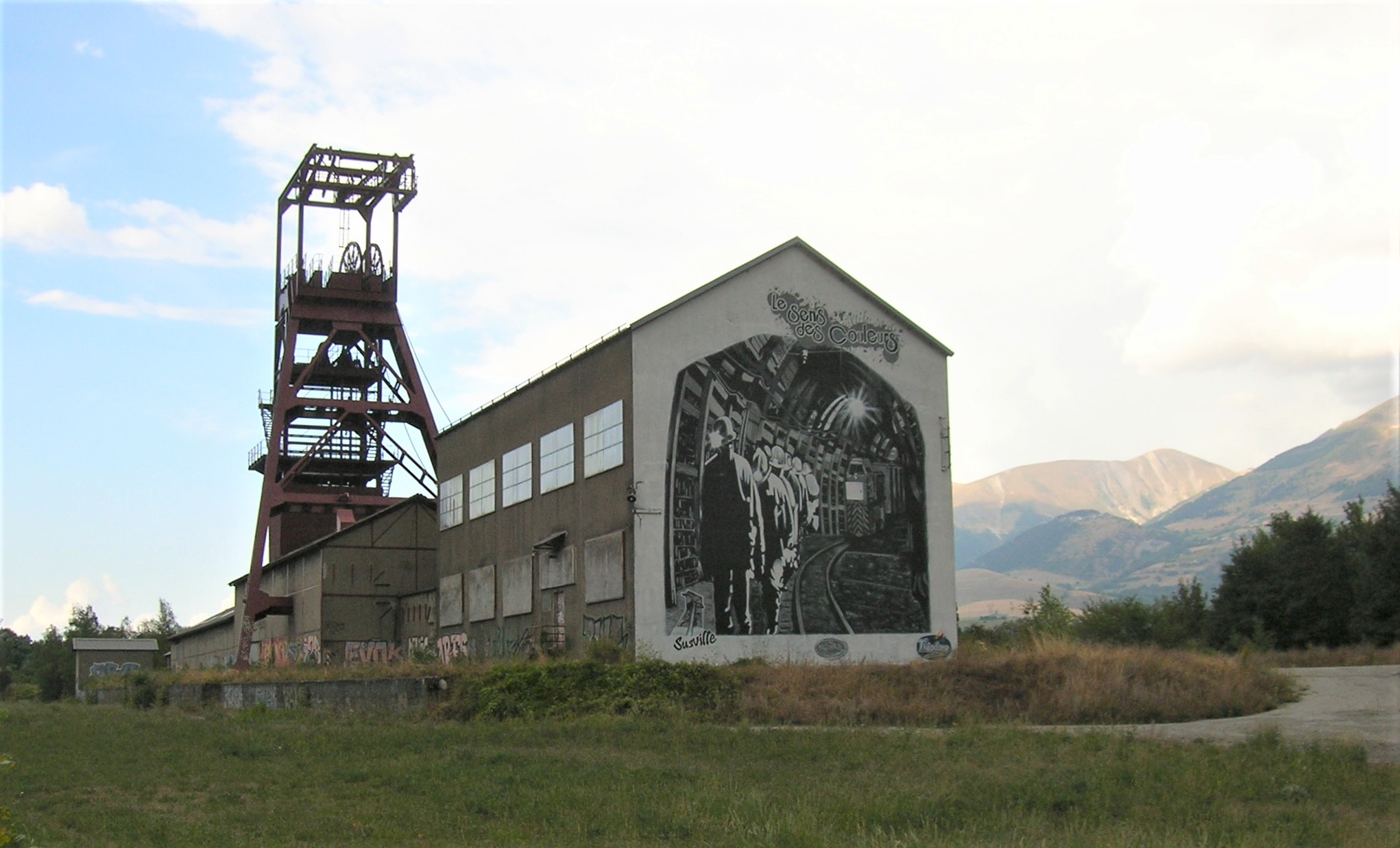
Le puits du Villaret avec cette nouvelle peinture qui redonne un peu de style à ce bâtiment.

- Puits du Villaret : Foré en 1948 jusqu'à 270 m, son chevalement date de 1953. Sa fermeture en 1997 met un terme à l'exploitation du charbon dans le bassin du Dauphiné. Il est le dernier vestige du carreau du Villaret non loin de l'imposant magasin en pierre. Le site minier du Villaret a été labellisé Patrimoine en Isère. Une façade aveugle est décorée avec une nouvelle peinture réalisée en 2016 qui donne un coup de nouveau et qui illustre tout à fait la fonction de ce bâtiment auparavant.
- Le monument aux morts porte l'épitaphe à l'honneur des soldats de la Première Guerre mondiale.
- Vestiges de la maison forte de Roche Paviotte, du XIIe siècle, à l'emplacement d'une motte castrale[27].
- Vestiges de la maison forte de Breydent, du XIIIe siècle à la place d'une fortification en bois précédente. Elle fut propriété du Dauphin[27].

### Patrimoine naturel

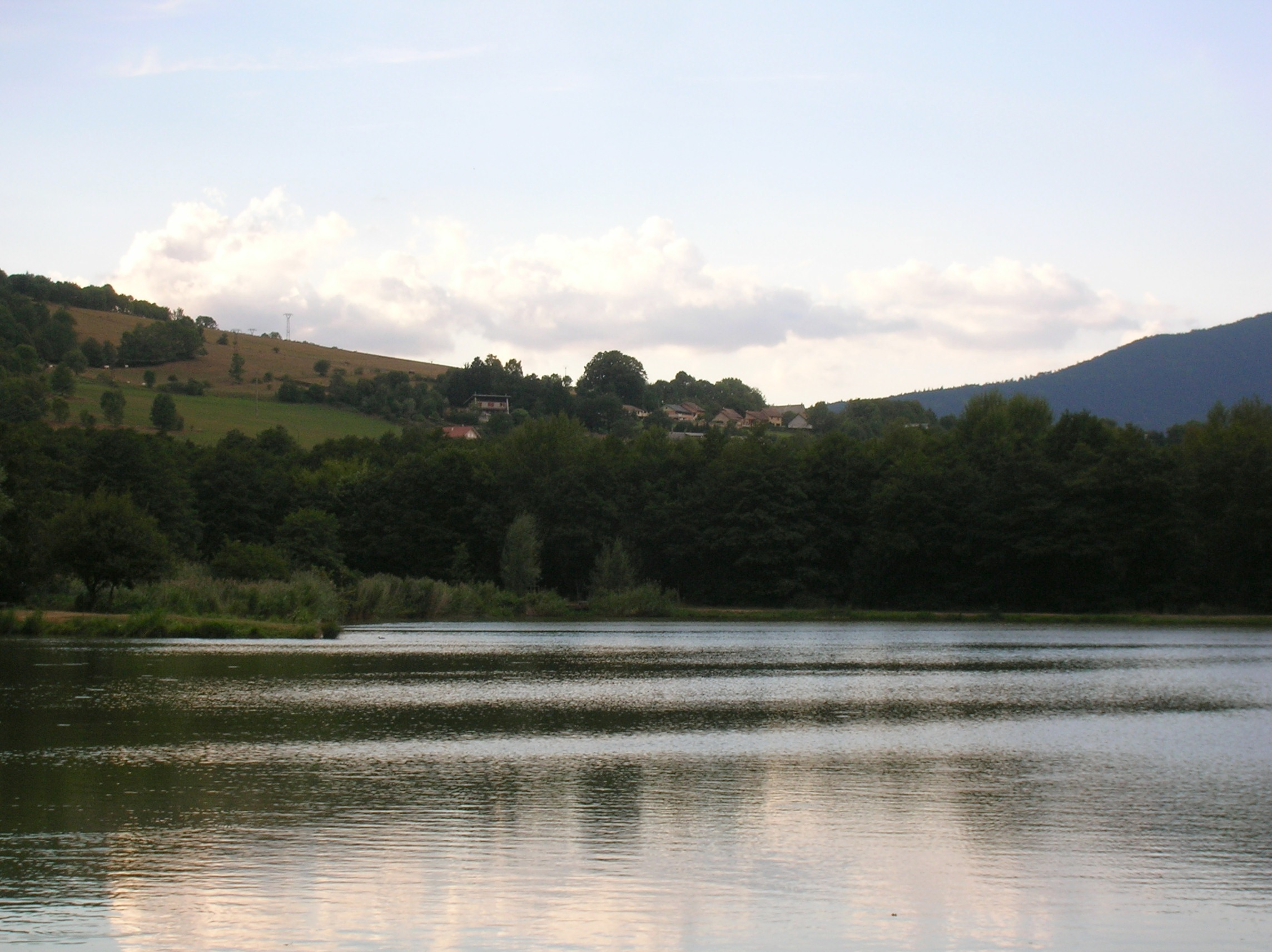
L'etang du Crey.

- l'étang du Crey.

### Personnalités liées à la commune
Hubert Mingarelli (1956-2020), écrivain installé une quarantaine d'années à Susville.

### Héraldique
|  | Susville possède des armoiries dont l'origine et le blasonnement exact ne sont pas disponibles. |